# Melanoniquia
Melanoniquia es un término médico que se utiliza para describir aquella situación en que las uñas adoptan un color negruzco por un aumento en el número de melanocitos o por depósito de melanina. Puede ser difusa o adoptar un aspecto longitudinal (melanoniquia estriada). Las causas son muy diversas, entre ellas la existencia de un nevus, enfermedad de Adisson, o consumo de medicamentos como la azidotimidina. En muchas ocasiones es de origen racial, en personas de piel oscura, sin embargo, no debe olvidarse que la melanoniquia longitudinal puede ser indicativa de la existencia de un melanoma acral y por lo tanto siempre debe ser evaluada por un médico.

## Diagnóstico diferencial
La verdadera melanoniquia, no debe confundirse con el depósito de hemosiderina subungueal que aparece por un hematoma tras un traumatismo en el dedo (hematoma subungueal).

## Otras alteraciones en la pigmentación
La melanoniquia es una alteración en el color de las uñas, por lo tanto está emparentada con otros procesos  en los que las uñas adoptan un color diferente al normal, entre ellas la leuconiquia, xantoniquia, cloroniquia y eritroniquia.